# Mycoplasma hyorhinis
Mycoplasma hyorhinis è una specie di batterio appartenente alla famiglia delle Mycoplasmataceae.